# Eric Griffin (boxeador)
Eric Joseph Griffin (Lafayette, 3 de noviembre de 1967) fue un deportista estadounidense que compitió en boxeo.
Ganó dos medallas de oro en el Campeonato Mundial de Boxeo Aficionado, en los años 1989 y 1991.
En octubre de 1992 disputó su primera pelea como profesional. En su carrera profesional tuvo en total 20 combates, con un registro de 16 victorias y 4 derrotas. Se retiró de la competición en 1997, después de perder la pelea por el título mundial de la OMB en el peso minimosca contra el mexicano Jesús Chong.

## Palmarés internacional
| Campeonato Mundial | Campeonato Mundial | Campeonato Mundial | Campeonato Mundial |
| Año                | Lugar              | Medalla            | Categoría          |
| ------------------ | ------------------ | ------------------ | ------------------ |
| 1989               | Moscú (URSS)       | Medalla de oro     | 48 kg              |
| 1991               | Sídney (Australia) | Medalla de oro     | 48 kg              |